# Ешлі Кері
Ешлі Кері (англ. Ashley Carey, 23 травня 1969) — австралійський хокеїст на траві.
Срібний призер Олімпійських Ігор 1992 року.